# Maria Aleydis Zech
Maria Aleydis Zech SOCist (* 4. Februar 1713 in Friedberg als Maria Veronica Zech; † 29. November 1773 in Heggbach) war eine Zisterzienserin und eine der letzten Äbtissinnen der Reichsabtei Heggbach in Oberschwaben.

## Leben

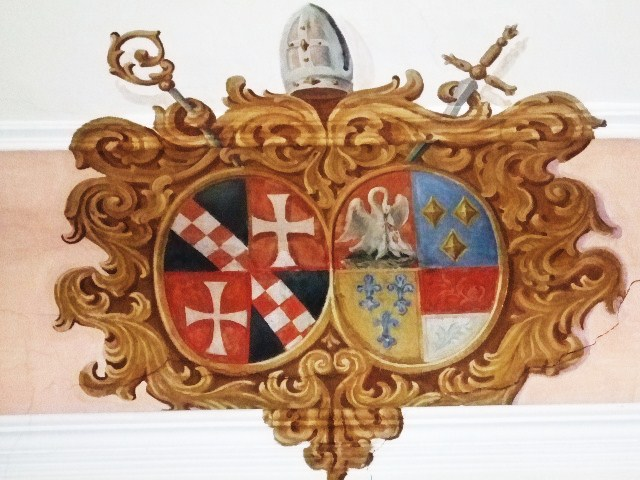
Doppelwappen der Äbtissin Maria Aleydis Zech (Wallfahrtskirche Wennedach)

Zech wurde als fünftes von zehn Kindern des Friedberger Bäckers und späteren Ratsmitglieds Michael Zech und der Fuhrmannstochter Elisabeth Zech, geb. Brosi, geboren. Wie genau die bayerische Friedbergerin in das oberschwäbische Heggbach kam, ist nicht überliefert. Als 16-Jährige trat Zech 1729 in das Noviziat ein und legte am 14. September 1730 ihre Profess ab. Nach dem Tod der vorherigen Äbtissin Maria Cäcilia Constantina Schmid wurde Zech am 26. Juni 1742 von ihren Mitschwestern zu deren Nachfolgerin gewählt. Am 13. September 1744 empfing sie die Äbtissinenweihe. Im Kloster Heggbach lebten damals (1741) 21 Chorfrauen und elf Laienschwestern. Dazu kam ein klösterliches Hoheitsgebiet, das etwa 50 Quadratkilometer umfasste und in dem 1802 etwa 2000 Menschen lebten.
Zech war bereits bald nach ihrer Wahl mit klosterinternen Unruhen konfrontiert, die wohl durch die frühere Priorin ausgelöst worden waren. Mit Hilfe des Abts von Salem, der qua Amt auch der geistliche Vater und Visitator von Heggbach war, konnte dieses Problem jedoch gelöst werden. Während ihrer Amtszeit wurde das Kloster insgesamt siebenmal visitiert, wobei es jedes Mal zu positiven Rückmeldungen kam. 1748 wurde im Reichsstift Heggbach eine neue Polizeiordnung erlassen, 1750 eine Hirtenordnung und 1764 schließlich eine neue Gerichtsordnung. 1749 entließ Äbtissin Zech ihren Oberamtmann Lorenz Christoph Anton von Staab, da er sein Amt genutzt haben sollte, um sich selbst zu bereichern.
Während der Amtszeit der Maria Zech kam es zu wiederholten Konflikten mit dem Kloster Salem, dessen Abt ab 1753 die geistliche Betreuung der Heggbacher Schwestern nicht mehr ausüben wollte. Etwa gleichzeitig dazu kam es zu einer Auseinandersetzung der beiden Klöster vor Gericht aufgrund von Kompetenzstreitigkeiten in der Gerichtsbarkeit. Die hohe Gerichtsbarkeit im Reichsstift Heggbach wurde bereits seit 1606 vom Kloster Salem ausgeübt, während die niedere Gerichtsbarkeit seit jeher bei dem Kloster Heggbach selbst lag; die genaue Abgrenzung gestaltete sich aber schwierig. Seit 1741 war diesbezüglich ein Gerichtsverfahren zunächst am vorderösterreichischen Lehenhof in Freiburg und dann am Reichskammergericht anhängig. 1753–1762 wurde Heggbach von der Reichsabtei Kaisheim betreut; die Visitation 1765 wurde sogar durch das Kloster Fürstenfeld ausgeübt. 1764 kam es allerdings zu einem Vergleich zwischen Heggbach und Salem bezüglich der Gerichtsbarkeit, und im Jahr darauf konnte auch die alte Tradition der geistlichen Betreuung durch Salem wieder aufgenommen werden.
Bei der letzten Visitation 1766 hatte sich das Kloster auf 23 Chorfrauen, 13 Laienschwestern und drei Novizinnen vergrößert. Maria Zech pflegte die barocke Frömmigkeitskultur in ihrem Kloster. Eine auf das Jahr 1756 datierende Figur Christi in der Rast ist wohl auf den persönlichen Hintergrund der Äbtissin zurückzuführen, da in ihrer Heimatstadt damals eine blühende „Herrgottsruh“-Wallfahrt bestand. Von den in ihrer Ägide errichteten Bauten steht heute noch das ehemalige Bräu- und Torhaus mit ihrem Wappen. Ein Porträt der Äbtissin findet sich heute noch im Klostermuseum Heggbach; ein weiteres gelangte unter ungeklärten Umständen nach Mering, wo es bis heute verbleibt.